# Xarqueada
Xarqueada é um romance escrito por Pedro Wayne, publicado em 1937. O livro segue a linha delineada pela prosa do neorrealismo de 1930, associando-se a narrativas como Porteira Fechada, Sem Rumo e Estrada nova, de Cyro Martins, ou Memórias do Coronel Falcão, de Aureliano de Figueiredo Pinto: Trata-se de obras literárias que andam na contramão da exaltação do monarca das coxilhas, em que aparece o gaúcho decadente, afastado dos ideais míticos que lhe foram atribuídos pela tradição e que corresponde a um período altamente produtivo da prosa regionalista do Rio Grande do Sul.
A obra ganhou reedição em 1982 e, em 2018, recebeu nova edição sob orientação de Carlos Appel, em comemoração aos seus oitenta anos.
Sobre a grafia do título, ("xarqueada" ao invés de "charqueada", substantivo usado para denominar os saladeiros), Paula Viviane Ramos explica: o romance Xarqueada, de Pedro Wayne (1904–1951), foi, originalmente, publicado em 1937. O título, grafado com X, foi sugestão de Oswald de Andrade e Jorge Amado. A história, ficcional, reporta o dia a dia de uma das mais importantes atividades econômicas do Rio Grande do Sul, já em declínio na época da escrita do livro, a produção de charque.

## Sinopse
O enredo está centrado em Luiz, antigo líder sindical, guarda-livros em uma charqueada, chamada Santa Margarida. Luiz tinha ficado desempregado quando faliu uma tradicional instituição financeira, o que acabaria modificando bastante a sua vida. Trata-se de um sujeito com razoável conhecimento, capaz de analisar a realidade com algum senso crítico e que, com o passar do tempo, mobilizou os trabalhadores da charqueada para que buscassem melhores condições de trabalho e salário. A greve fracassou, mas, pela primeira vez, eles tomaram consciência da sua condição de trabalho, da exploração e da miséria em que viviam.
O dono da charqueada é Dionisio, casado com Vera. Ela se satisfaz ao ver o sofrimento dos trabalhadores. Dionisio, por sua vez, apenas quer sempre mais lucros maiores, indiferente ao sofrimento dos homens na charqueada.

## Estilo
Dividido em 58 capítulos, o romance traz, em primeiro plano, as doenças e a pobreza, mas, em um segundo plano, é possível verificar a forma violenta com que os trabalhadores são tratados pelos detentores do poder. Na verdade, as péssimas condições em que vivem os trabalhadores é representada pela decadência da própria estância, pelo ambiente insalubre - a charqueada, que, por si só, é um local degradante.